# Dolmen di Menga
Il dolmen di Menga (in spagnolo Dolmen de Menga) è un tumulo funerario megalitico, di forma allungata, un dolmen risalente al 3750-3650 a.C. circa. È vicino ad Antequera in provincia di Malaga in Spagna.

## Descrizione
È una delle più grandi strutture megalitiche antiche conosciute in Europa. È lungo 27,5, largo 6,0 e alto 3,5 metri, e venne costruito con trentadue megaliti, il più grande dei quali del peso di circa  180 tonnellate.

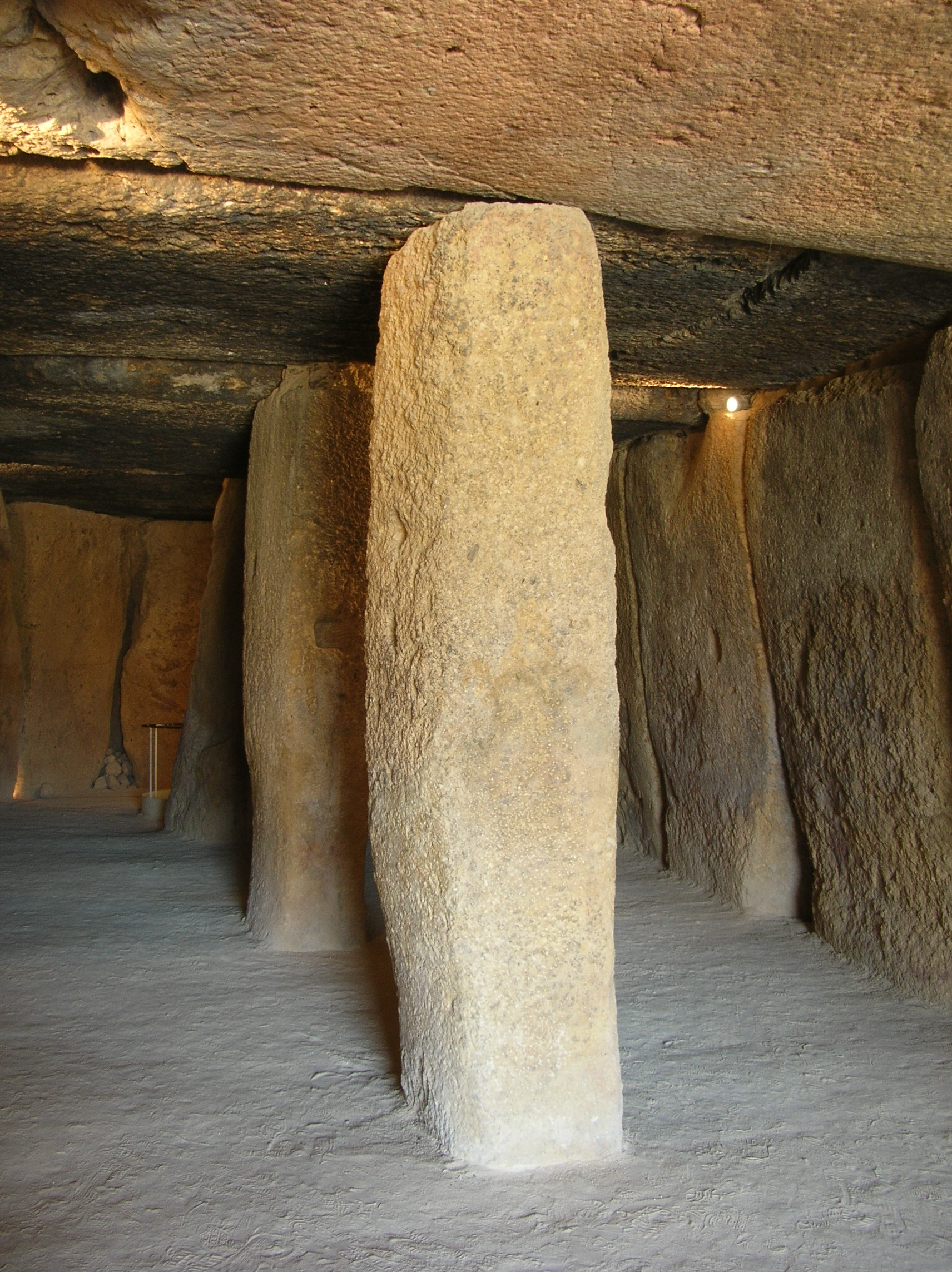
Interno della camera

Dopo il completamento della camera (che probabilmente serviva da tomba per le famiglie regnanti) e il sentiero che conduceva al centro della stessa, la struttura in pietra fu ricoperta di terra e costruita nella collina. Quando la tomba fu aperta ed esaminata, nel XIX secolo, gli archeologi trovarono all'interno gli scheletri di diverse centinaia di persone.
Il dolmen si trova a 70 metri dal dolmen di Viera e a circa 4,0 km da un'altra struttura sotterranea nota come Tholos del Romeral.
Nel 2016, i dolmen di Menga, Viera e del Romeral sono stati tutti iscritti come patrimonio dell'umanità con il nome di Sito dei dolmen di Antequera.

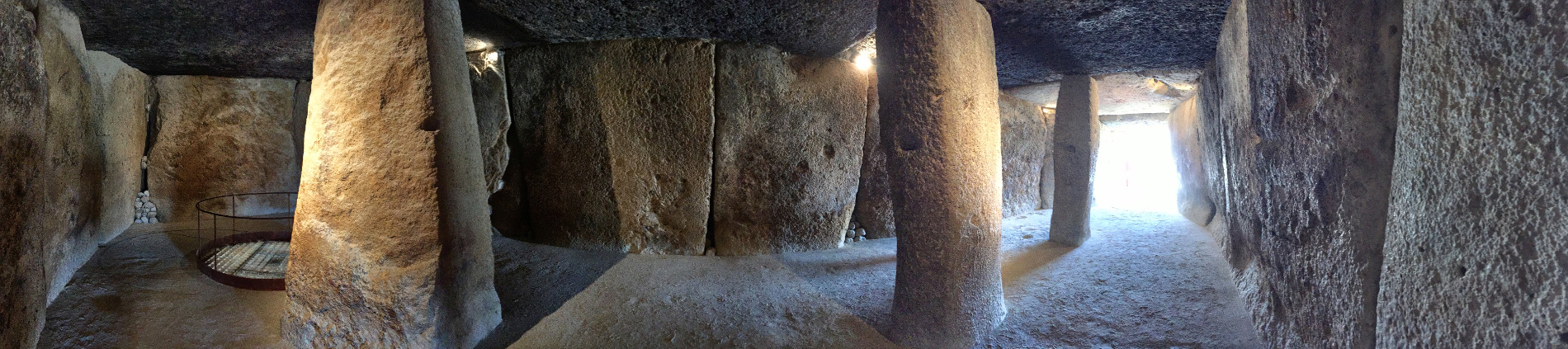
Vista panoramica

## Abrigo di Matacabras
L'Abrigo (rifugio) di Matacabras, situato ai piedi della parete nord-ovest della Peña de los Enamorados, è strettamente collegato al dolmen di Menga il cui asse centrale punta direttamente su di esso. La tomba è orientata a nord-est, a nord dell'alba nel solstizio d'estate, ed è l'unica tomba conosciuta orientata in questo modo in Europa in questo contesto culturale.
Nel 2018, il gruppo di ricerca ATLAS dell'Università di Siviglia ha pubblicato uno studio sull'analisi ad alta risoluzione delle pitture rupestri in stile schematico dell'Abrigo di Matacabras. La piccola grotta ha legami, sia visivi che simbolici, con il dolmen di Menga, stabilendo rapporti paesaggistici forse unici nella preistoria europea. I risultati hanno confermato la cronologia neolitica della grotta “probabilmente, almeno, dell'inizio del IV millennio a.C... e la sua importanza come luogo di riferimento per la popolazione neolitica (e forse anche più antica) della regione...”